# Obči državljanski zakonik
Obči državljanski zakonik, s kratico ODZ (izvirno nemško Allgemeines bürgerliches Gesetzbuch, ABGB), je kodifikacija splošnega (občega) civilnega (državljanskega) prava iz časov Habsburške monarhije in s tem tudi pravnega sistema v slovenskih deželah. Z njim so slovenske dežele prvič prišle do sistematične zbirke civilnopravnih pravil, ki jih je bilo pred tem treba črpati iz različnih virov, ki so segali vse nazaj do rimskega prava, hkrati pa so vključevala različna pravila historičnega in naravnega prava. Sistematika civilnega prava na naših tleh je bila v skladu s splošnim racionalističnim duhom tedanjega obdobja, ki je bolj ali manj vel po vseh evropskih deželah – tako je npr. najbolj znana kodifikacija civilnega prava tedanjega časa francoski Code Civil (tudi Code Napoléon), sprejet leta 1804. Obči državljanski zakonik je bil razglašen 1. junija 1811, v veljavo pa je stopil 1. januarja 1812. V Ilirskih provincah je bil uveden šele po odhodu Francozov, kjer je od ustanovitve Ilirskih provinc 1809 veljal Code Civil. Obči državljanski zakonik je na Kranjskem in v Beljaškem okrožju v veljavo stopil 1. maja 1815, na Goriškem in v Istri pa 1. oktobra 1815.
Na splošno je Obči državljanski zakonik (podobno kot Code Civil) rezultat težnje po združitvi naravnega in historičnega prava ob upoštevanju sodobnih potreb. Želja redaktorjev je bila kodificirati naravno pravo samo in po njihovem prepričanju jim je to tudi uspelo: Obči državljanski zakonik naj bi bil odraz samega naravnega prava, tj. na človeškem razumu slonečega prava. Iz historične perspektive pa so v kodifikaciji povsem razpoznavni (racionalizirani) vplivi rimskega in kanonskega prava ter raznovrstni fevdalni elementi (npr. še vedno vsebuje pojem delne lastnine). V zakonodajno-tehničnem pogledu je kodifikacija nedvomno zelo uspela in je prehitela svoj čas.
V cislajtanskem delu habsburške monarhije so Zakonik spremenili in dopolnili v treh delnih novelah leta 1914, 1915 in 1916. Z nadaljnjimi spremembami je še vedno v veljavi v Avstriji in Lihtenštajnu. Do nedavnega so se nekatera pravila Zakonika uporabljala tudi v Sloveniji in sicer glede darilne pogodbe, družbe civilnega prava ter posodbene pogodbe – te danes ureja slovenski Obligacijski zakonik. Pri presoji razmerij, nastalih v času veljave ODZ, pa ga slovenska sodišča uporabljajo še danes.